# Conus tessulatus
Conus tessulatus is een in zee levende slakkensoort uit de familie Conidae.

## Voorkomen en verspreiding
Conus tessulatus is een carnivoor die leeft op zandgrond, rotsbodems en koraalriffen (sublitoraal en circumlitoraal). Deze soort komt zeer algemeen voor in warme zeeën. De schelp kan tot 85 millimeter lang worden.